# Просвет (Белебеевский район)
Просвет (баш. ) — упразднённый в 2005 году посёлок Шаровского сельсовета Белебеевского района Республики Башкортостан.

## География
Стоит на речке Кайберда.

### Географическое положение
Расстояние до:
- районного центра (Белебей): 35 км,
- центра сельсовета (Шаровка): 15 км,
- ближайшей ж/д станции (Глуховская): 16 км.

## История
Названин от назв. артели "Просвет". 
Закон Республики Башкортостан «О внесении изменений в административно-территориальное устройство Республики Башкортостан в связи с образованием, объединением, упразднением и изменением статуса населенных пунктов, переносом административных центров» от 20 июля 2005 года N 211-з, ст.1 гласил:

4. Упразднить следующие населенные пункты:
8) в Белебеевском районе:

г) поселок Просвет Шаровского сельсовета

## Население
На 1 января 1969 года проживали 56 человек; преимущественно русские.